# Addison & Hodson
Addison & Hodson war ein englischer Musikverlag.
Robert Addison und Robert Hodson, die zuvor bereits in anderen Partnerschaften als Musikverleger in London tätig waren, gründeten 1844 den Verlag Addison & Hodson mit Sitz in der Regent Street.
Bereits am 29. Juli 1848 trennten sich die Partner wieder.